# کیتی ولز
کیتی ولز (انگلیسی: Kitty Wells؛ ۳۰ اوت ۱۹۱۹ – ۱۶ ژوئیهٔ ۲۰۱۲) یک موسیقی‌دان اهل ایالات متحده آمریکا بود. وی بین سال‌های ۱۹۴۹ تا ۲۰۰۰ میلادی فعالیت می‌کرد.